# Wahidi Balhaf
- Datos: Q1897800
- Multimedia: Wahidi Sultanate of Balhaf / Q1897800

Wahidi Balhaf (en árabe: واحدي بالحاف‎, Wāḥidī Bālḥāf), o el Sultanato wahidi de Balhaf en Hadhramaut (en árabe: سلطنة الواحدي في بالحاف‎, Salṭanat al-Wāḥidī Bālḥāf AlḤaḍramiyah), fue uno de varios estados wahidi en el Protectorado británico de Adén. Anteriormente formó parte de la Federación de Emiratos Árabes del Sur, y luego de su sucesora, la Federación de Arabia del Sur cuando se la conocía simplemente como Wahidi.
Su capital era Balhaf en la costa del golfo de Adén e incluía la ciudad interior de Azzan (anteriormente sede de un sultanato wahidi separado de Azzan). El Sultanato fue abolido en 1967 tras la fundación de la República Popular de Yemen del Sur y ahora forma parte de la República de Yemen.

## Historia
El estado predecesor, el Sultanato Wahidi (Saltanat al-Wahidiyya), se estableció en una fecha incierta. En 1830, el Sultanato Wahidi se dividió en cuatro estados:
- Sultanato wahidí de Ba´l Haf (Saltanat Ba al-Haf al-Wahidiyya)
- Sultanato wahidí de `Azzan (Saltanat `Azzan al-Wahidiyya)
- Sultanato wahidí de Bi´r `Ali `Amaqin (Saltanat Bi'r `Ali `Amaquin al-Wahidiyya)
- Sultanato Wahidi de Habban (Saltanat Habban al-Wahidiyya)

El 4 de mayo de 1881 se unieron Ba´l Haf y `Azzan.
A principios de 1882, Izzat Pasha fue nombrado gobernador general turco de Yemen y, en su camino de Bagdad a Hodeida para asumir su cargo, visitó a Balahaf y Bir Ali. No se concluyó ningún acuerdo de ningún tipo entre él y el sultán de Balahaf; pero Nasir bin Abdulla, uno de los sultanes de Balahaf, temeroso de que Balahaf pudiera ser anexado por los Qu'aiti, obtuvo una bandera turca, que debía izarse todos los viernes y cuando se acercara un barco extranjero. El sultán wahidi de Habban y Azzan, aunque negó toda complicidad en el asunto, declaró su incapacidad para impedir que el sultán de Balahaf enarbolara la bandera turca y proclamó su disposición a ir contra ellos con ayuda británica.
Posteriormente, el sultán wahidi y los sultanes de Bir Ali, Balahaf y Majdaha escribieron cartas casi idénticas al residente, orando por la protección británica.
De la correspondencia que tuvo lugar en relación con este incidente, parecía que el entonces sultán wahidi de Habban y Azzan tenía poco o ningún control sobre Bir Ali, Balahaf y Majdaha.
Abdulla bin Umar de Habban y Azzan fue destronado en 1885, cuando Hadi bin Salih de Balahaf fue nombrado sultán principal y los Wahidi quedaron prácticamente unidos bajo un solo gobernante; aunque el título de sultán siguió ostentándolo varios jefes subordinados pertenecientes a la familia gobernante.
Finalmente se decidió entablar relaciones más estrechas con los wahidi y, con este objetivo, en 1888 se concluyeron tratados de protectorado similares al ejecutado por el sultán de Soqotra con los sultanes de Bir Ali y Balahaf. Al mismo tiempo se concedieron estipendios anuales de 120 dólares cada uno al sultán Muhsin bin Salih de Bir Ali y al sultán Hadi bin Salih de Balahaf.
En 1892, el sultán Hadi bin Salib de Balaliaf renunció al sultanato en favor de su hermano menor, Muhsin bin Salih. El Gobierno aprobó este acuerdo y continuó con el estipendio a Mullein bib Salih.
En 1893 murió el sultán Muhsin bin Salih de Bir Ali y fue sucedido por el sultán Salih bin Ahmed, quien continuó recibiendo el estipendio anual habitual. Durante este año, el sultán Muhsin bin Salih de Balaliaf mostró un espíritu refractario e intrigó con las potencias extranjeras. Fue expulsado de Habban por los miembros de su tribu, pero aun así continuó sus intrigas, por participar en las cuales su hermano, Ahmed bin Salih, fue encarcelado en Adén. Mientras tanto, otro de los sultanes de Balahaf, Salih bin Abdulla, fue elegido sultán Wahidi; pero se sintió intimidado por las amenazas del ex sultán e intimidado por el hermano del ex sultán, Husein bin Salih, para que no izara la bandera británica. Por lo tanto, se envió una pequeña fuerza a Balahaf en noviembre de 1894 en el HMS Bramble y el RIMS Dalhousie, que trajo de regreso al sultán Salih bin Abdulla en una visita al residente y a Husein bin Salih como prisionero.
En marzo de 1895 se concluyó un Tratado de Protectorado con el Sultán Salih bin Abdulla, por el cual su estipendio se incrementó a 300 dólares. Husein bin Salih y Ahmed bin Salih fueron puestos en libertad.
El 1 de junio de 1896 se concluyó un Tratado de Protectorado modificado con el Sultán de Bir Ali y su estipendio aumentó a 360 dólares.
Durante 1901, Wahid I se quejó de las intrigas Qaiti y pidió protección británica. Los Wahidi Shaikhs también solicitaron que Muhsin bin Salih, el ex sultán, pudiera ser reconocido como jefe titular; pero su petición fue rechazada.
En 1902, Muhsin bin Salih saqueó un sambuk Qaiti que contenía especies. El residente se dirigió a Balhaf con una pequeña fuerza y, como Muhsin bin Salih no entregó el botín, el fuerte de Balaliaf fue demolido y el residente regresó a Adén, trayendo consigo al sultán Ahmed bin Salih, hermano de Muhsin, como prisionero político. El puerto estaba cerrado a todos los envíos. En octubre se restauró la especie, pero no fue hasta diciembre de 1904 que el sultán Muhsin bin Salih llegó a Adén y se sometió, cuando fue perdonado por sus fechorías pasadas. Su hermano fue liberado y fue reconocido como sultán de los Wahidi de Balhaf en lugar del sultán Salih bin Abdulla, quien había demostrado ser un gobernante débil e ineficaz y se había ganado la desaprobación de su tribu y la censura del gobierno mediante un intento. desprenderse de su parte del. puerto de Balahaf al sultán de Sliihr y Mukalla. Con motivo del reconocimiento del Sultán Muhsin se aprovechó la oportunidad para reafirmar con él el Tratado de Protectorado de 1895.
El ex sultán Salih bin Abdulla se peleó con el sultán Mulisin bin Salih por su participación en las tasas portuarias de Balhaf, y en 1906 pidió al residente que interfiriera en su nombre, lo que este último se negó a hacer.
El sultán Nasir bin Salih de Habban en el mismo año hizo propuestas para un tratado separado, pero no fueron aceptadas.
En 1910 se concluyó un acuerdo entre el sultán Muhsin bin Salih y el sultán Ghalib bin Umar, el Qaiti, por el cual el primero aceptaba permitir al segundo utilizar su territorio para el paso de tropas y material bélico, y con fines comerciales. Sin embargo, ninguna de las partes se ha referido a él y ahora se considera letra muerta. 
En junio de 1918, los dos hijos mayores del sultán Muhsin bin Salih, Ali y Abdulla, recibieron empleo como oficiales (Mulazim) en la 1.ª Infantería de Yemen. En octubre de 1918, el mayor MC Lake, comandante de la 1.ª infantería de Yemen, acompañado por un oficial médico y estos dos, Ali y Abdulla, visitaron Azzan con el fin de obtener una conexión de reclutamiento con las tribus Aulaqi y Abdul Wahid. Se le brindó una calurosa bienvenida y se le recibió con hospitalidad.
El sultán Muhsin murió en enero de 1919 y fue sucedido por su hijo menor, Ali bin Muhsin bin Salih (quien, junto con su hermano Abdulla, renunció a su nombramiento en la 1.ª Infantería de Yemen), a quien el Gobierno de la India continuó con el estipendio mensual de 30 dólares pagado. a su padre.
En 1930, el sultán All bin Mulisin sufrió un trastorno mental y, aunque nominalmente sigue siendo el jefe de la tribu, su hermano, Abdulla, actúa en su nombre.
El 23 de octubre de 1962, el sultanato conjunto pasó a llamarse Sultanato Wahidi (al-Saltana al-Wahidiyya), mientras que Bi´r `Ali y Habban siguieron siendo sultanatos subordinados. El 29 de noviembre de 1967, con la independencia de la República Popular de Yemen del Sur, todos los estados fueron abolidos.

## Gobernantes

### Sultanato Wahidi de Ba´l Haf
Los sultanes del Sultanato Wahidi tenían el título de Sultán al-Wahidi.

#### Sultanes
- c.1640-1670 Salih ibn Nasir al-Wahidi
- c.1670-1706 al-Hadi ibn Salih al-Wahidi
- 1706 - 1766 al-Hasan ibn al-Hadi al-Wahidi
- 1766 - 1771 al-Husayn ibn al-Hasan al-Wahidi
- 1771 - 1771 Sa`id ibn al-Hasan al-Wahidi
- 1771 - 1810 Ahmad ibn al-Hadi al-Wahidi
- 1810 - 1830 `Abdallah ibn Ahmad al-Wahidi

### Sultanato Wahidi de Ba´l Haf
Los sultanes del Sultanato wahidí de Ba´l Haf tenían el título de Sultán Ba al-Haf al-Wahidi.

#### Sultanes
- .... - .... Nasir ibn Abdallah
- .... - .... Ahmad ibn Nasir
- .... - .... Muhsin ibn 'Ali
- .... - .... al-Husayn ibn `Abd Allah
- .... - .... Abdallah ibn al-Husayn
- .... - 1877 Ahmad ibn al-Husayn al-Wahidi
- 1877 - 1881 Salih ibn Ahmad
- 1881 - 4 de mayo de 1881 `Umar ibn al-Husayn al-Wahidi

### Sultanato wahidí de Azzan
Sultanes del Sultanato Wahidi de `Azzan; título Sultán `Azzan al-Wahidi.
- 1830-18.. 'Ali ibn Ahmad al-Wahidi
- 1850 - 1870 Muhsin ibn Ali al-Wahidi
- 1870 - mayo de 1881 `Abd Allah ibn `Umar al-Wahidi

### Sultanato Wahidi de Ba´l Haf y `Azzan
Sultanes del Sultanato Wahidi de Ba´l Haf y `Azzan (desde 1962 Sultanato Wahidi). Título Sultán Ba al-Haf wa `Azzan al-Wahidi; desde el 23 de octubre de 1962 Sultan al-Saltana al-Wahidiyya.

#### Sultanes
- Mayo de 1881 - enero de 1885 `Abd Allah ibn `Umar
- 15 de enero de 1885 - 1892 al-Hadi ibn Salih al-Wahidi
- Ju 1892 - 1893 Muhsin ibn Salih al-Wahidi (primera vez)
- 1893 - 1904 Salih ibn `Abd Allah al-Wahidi
- 14 de diciembre de 1904 - enero de 1919 Muhsin ibn Salih al-Wahidi (segunda vez)
- Enero de 1919 - 1948 `Ali ibn al-Husayn al-Wahidi
- 1948 - 1948 `Ali ibn Muhsin al-Wahidi (incierto)
- 1948 - 19 de febrero de 1967 Nasir ibn `Abd Allah al-Wahidi

#### Regente (título Hakim)
- 20 de febrero de 1967 - agosto de 1967 `Ali ibn Muhammad ibn Sa`id al-Wahidi